# Chakrata
Chakrata is een kantonnement in het district Dehradun van de Indiase staat Uttarakhand. 

## Demografie
Volgens de Indiase volkstelling van 2001 wonen er 3.497 mensen in Chakrata, waarvan 62% mannelijk en 38% vrouwelijk is. De plaats heeft een alfabetiseringsgraad van 75%. 